# 에드거톤 파크 아레나
에드거톤 파크 아레나(영어: Edgerton Park Arena)는 미국 뉴욕주 로체스터에 위치한 실내 경기장이다. 과거 NBL/NBA 로체스터 로열스의 홈경기장으로 사용했다.